# Rudolph Tanzi
Rudolph Tanzi (Rhode Island, 1958) é um médico norte-americano e professor de neurocirurgia na Universidade de Harvard. Em 2015, apareceu na lista de 100 pessoas mais influentes do ano pela Time.

## Publicações

### Livros
- Decoding Darkness: The Search for the Genetic Causes of Alzheimer's Disease. com Ann B, Parson (2000).[5]
- Super Brain: Unleashing the Explosive Power of Your Mind to Maximize Health, Happiness, and Spiritual Well-Being. com Deepak Chopra (2012)[6]
- Super Genes: Unlock the Astonishing Power of Your DNA for Optimum Health and Well-Being. com Deepak Chopra (2015)[7]
- The Healing Self: A Revolutionary New Plan to Supercharge Your Immunity and Stay Well for Life. com Deepak Chopra (2018)[8]